# Kóšalsko

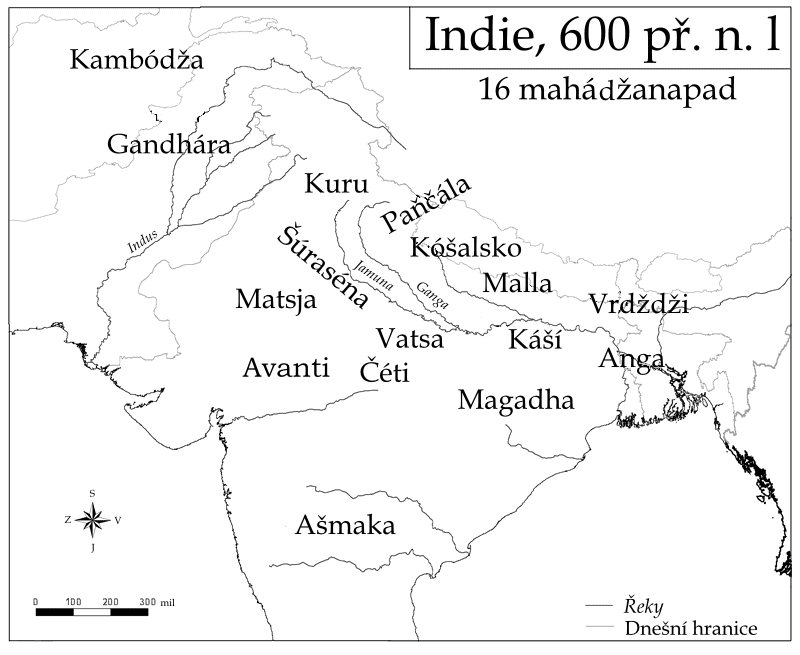
Mapa mahádžanapad, Kóšalsko lze spatřit na severu u jednoho z přítoků řeky Gangy

Kóšalsko (v sanskrtu: कोशल, kóšala), též Kóšalí, bylo starověké indické království, které se nacházelo na severu Indie. Rozsah území, které Kóšalska zabíralo, přibližně odpovídá dnešnímu regionu Avadha v indickém státě Uttarpradéš. V 6. století př. n. l. Kóšalsko tvořilo jeden ze šestnácti států, souhrnně nazývaných jako mahádžanapady.
Ještě v 8. století př. n. l. bylo Kóšalsko relativně nevýznamný stát, také díky neustálým bojům se sousedním státem Káší. Avšak legendární král Prasénadžit, který žil za doby Buddhovy (kolem 6. století př. n. l.), Káší porazil, jeho území zabral a z Kóšalska tak udělal regionální mocnost. Kóšálskému království se později podařilo zabrat i království Šákjů, odkud podle tradice pocházel Gautama Buddha.
Když se v nedalekém království Magadha později chopil vlády král Bimbisára (545-493 př. n. l.), podařilo se mu pomocí sňatku se sestrou krále Prasénádžita Kósaládéví zabrat území Kóšalska.
Kóšalsko je též známé díky svému městu Ajódhja, kde byl zasazen děj příběhu Rámy, jak jej popisuje Rámájana.